# Église Sainte-Madeleine de Mentières
Pour les articles homonymes, voir Église Sainte-Madeleine.
L'église Sainte-Madeleine est une église catholique d'origine romane située à Mentières, dans le département français du Cantal et la région Auvergne-Rhône-Alpes.
Elle fait l'objet d'une inscription au titre des monuments historiques depuis le 10 novembre 1997.

## Historique

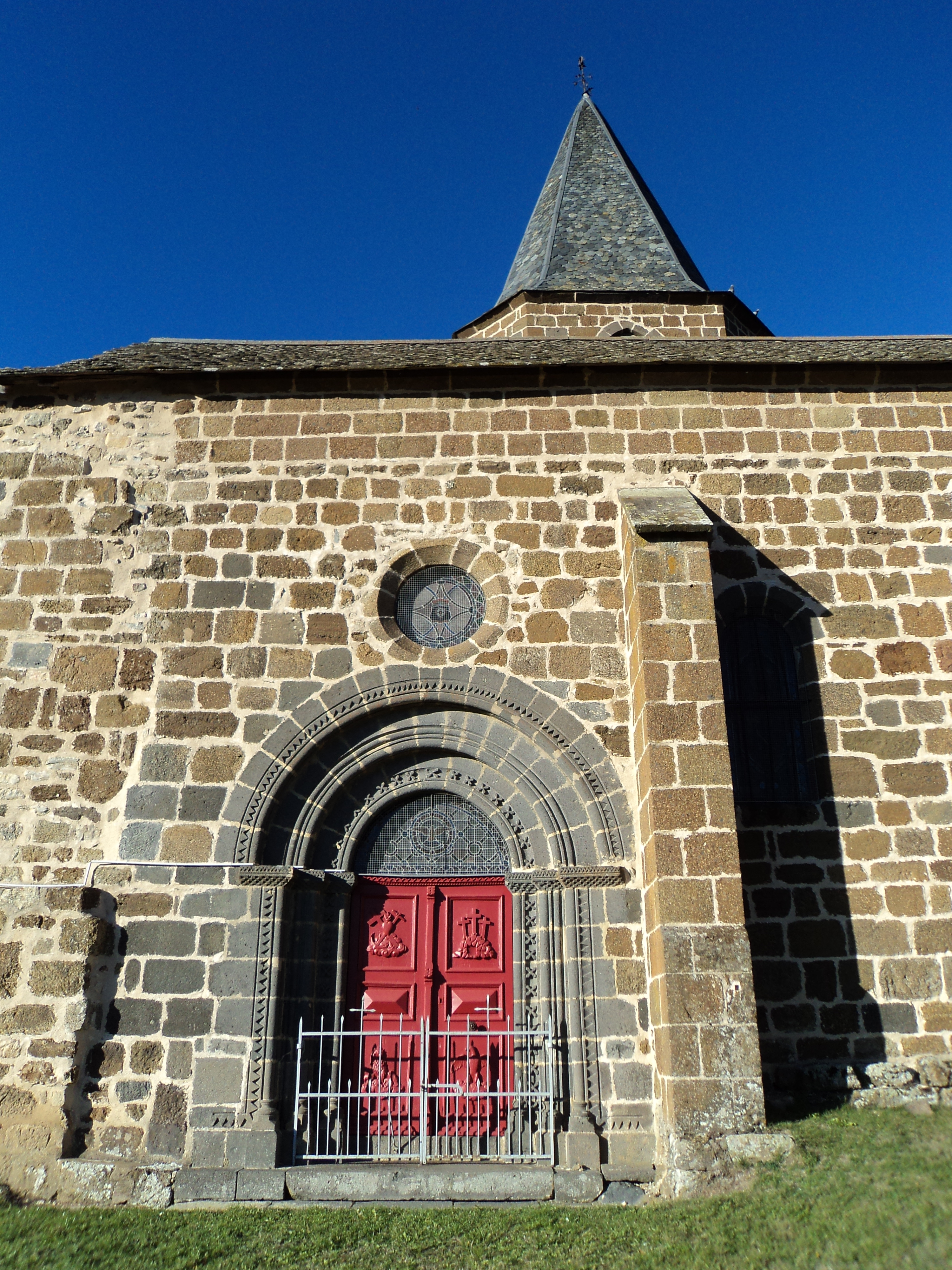
Porte d'entrée de l'église.